# Natty Hollmann
Inocencia Rosa Hollmann (Villa Iris, 4 de junio de 1938 - Bahía Blanca, 26 de julio de 2021), conocida por su nombre artístico Natasha «Natty» Hollmann y más tarde como Natty Petrosino, fue una modelo, filántropa y activista argentina.
Luego de transitar una grave enfermedad, tuvo una experiencia que la llevó a volcarse fuertemente a la fe y convertirse al catolicismo, por lo que decidió abandonar su carrera de modelo y donar sus bienes para dedicarse al trabajo altruista entre los más pobres y marginados.
Ha recibido una gran cantidad de premios y reconocimientos por su ardua labor y entrega a los más desfavorecidos de la sociedad, y su ayuda se ha extendido no solo a Argentina sino también a países como Nicaragua, Rusia, Chernobil (Ucrania) y Kazajistán, en donde también acudió al auxilio de los más necesitados. A lo largo de su labor ha viajado a más de treinta países.
En 2006 fue nominada al Premio internacional "Mujer del Año" en Italia, en 2009 fue nominada al Premio Nobel de la Paz y en 2012 la Promoción de Derechos Humanos de la UPNA la galardonó con el Premio Internacional Jaime Brunet. En numerosas ocasiones ha sido llamada por algunos medios periodísticos "La Madre Teresa argentina"

## Biografía
Fruto del matrimonio Hollmann Eberle de alemanes del Volga, nació el 4 de junio de 1938 en la casa de campo de sus padres cerca de Villa Iris, localidad próxima a Bahía Blanca, al sur de la provincia de Buenos Aires.
En la década de 1960, Natty Hollmann tenía una carrera exitosa como modelo. Sus expresivos ojos azules, sus cabellos dorados y su singular silueta la llevaron al mundo artístico y de las pasarelas en donde triunfó en el mundo de la moda, obteniendo los máximos lujos y la fama de las pasarelas. Hizo parte de las carreras de medicina y sociología en la Universidad de Buenos Aires y trabajó en varias películas como actriz de cine. En un momento dado conoció a un acaudalado empresario de Bahía Blanca, Vicente Petrosino, con el que se casó y tuvo dos hijos.
La vida de Hollmann transcurría cómodamente en su familia de estatus socioeconómico alto, en Barrio Parque Palihue de su ciudad natal, rodeada de mucamas y asistentes, hasta que a la edad de veintisiete años enfermó gravemente debido a un cáncer de oído. Durante su cirugía tuvo una muerte clínica durante dos segundos. Posteriormente, tuvo una epifanía que, según relata, le hizo descubrir a Dios y la cambió para siempre. Creyó en la doctrina de Jesucristo y le dijo a su familia «mi familia terrenal tiene de todo, pero mi familia celestial está en la calle. Yo me voy con mi familia celestial a la calle»; y su vida fácil se trocó en un servicio apostólico hacia los más desamparados y necesitados de la sociedad. Desde entonces abjuró de todos sus bienes terrenales y se dedicó íntegramente a los más desvalidos, y a las personas sin hogar, sin familia, sin empleo, a los pobres, marginados, enfermos, discapacitados y discriminados de la sociedad. Empezó organizando la repartición de alimentos y lugares de asilo para personas sin hogar.

## Hogar Peregrino San Francisco de Asís de Bahía Blanca
En 1978 Natty Hollmann fundó el Hogar Peregrino San Francisco de Asís de Bahía Blanca, el primero de una red destinada a ayudar a pobres y enfermos. El mismo está constituido por varios edificios, en donde funcionan un cottolengo para niños con discapacidades severas, un lugar de tránsito para mujeres embarazadas solteras, un hogar de ancianos, una sala especialmente acondicionada para enfermos terminales, un lugar para vagabundos que llegan abandonados tanto física como psicológicamente y una sala especial para enfermos de sida. Además de eso, se sirven más de siete mil platos de comida diariamente a los indigentes y se lleva a cabo mensualmente una gran feria gratuita en la que se les entrega ropa a más de tres mil familias carenciadas.

## Solidaridad con comunidades indígenas
Desde la década de 1990, Natty Hollmann decidió dejar el Hogar San Francisco de Asís de Bahía Blanca en manos de la curia, para comenzar a recorrer la Argentina a lo largo y ancho de su territorio en una casilla rodante, llegando allí en donde más la necesitan. Ha desplegado su labor solidaria especialmente en favor de las comunidades indígenas más necesitadas, como los mapuches de la Patagonia, los wichís de la provincia del Chaco, los huarpes del desierto en la provincia de Mendoza, y también en comunidades de indígenas en la provincia de Tucumán y en la provincia de Formosa. Ha concretado un vasto plan construyendo viviendas, fundando pueblos, hospitales, escuelas y otras edificaciones para personas que vivían literalmente bajo los árboles, desposeídos y necesitados de todo.

## 2013
En 2013, Natty Petrosino recibió el Premio Jaime Brunet a la promoción de Derechos Humanos el 4 de junio de 2013, en la Universidad Pública de Navarra, España.
El mismo mes el papa Francisco se comunicó con ella y la felicitó por su labor. Petrosino había expresado anteriormente su deseo de conocer al Papa,[cita requerida] sin embargo, rechazó la invitación para viajar a la Ciudad del Vaticano expresando entre sus razones el hecho de que estaba de regreso a Argentina.
El 13 de septiembre de 2013, acudió al Foro Internacional sobre los Derechos de las Mujeres: Compartiendo avances para nuevos desafíos en Mar de Plata. Allí, junto a otras mujeres, recibió el nombramiento de "Embajadora de la Paz", avalado por la UNESCO y otras organizaciones pacifistas. La ceremonia contó con la presencia de los Premios Nobel de la Paz Adolfo Pérez Esquivel y Rigoberta Menchú; y de la ministra Cristina Álvarez Rodríguez.
En octubre se organizó el primer "Congreso Callejero por la Paz" en la misma ciudad, donde Natty y Pérez Esquivel hablaron frente a más de quinientas personas.

## Vida personal y creencias
Natty Hollmann ha llevado una vida extremadamente austera, y a la par de los más carenciados. De vestimenta sencilla y desposeída de bienes, ya que las pocas cosas que utilizaba -como su casilla rodante- las recibía en calidad de préstamo pues no aceptaba donaciones para sí misma.
El 14 de diciembre de 2006, el Concejo Deliberante de Bahía Blanca le otorgó el título de Ciudadana Ilustre de la Ciudad de Bahía Blanca sobre la base de su reconocida acción solidaria, y en ese mismo mes fue elegida "Mujer del Año" por el concejo regional de Aosta, Italia que año tras año distingue a mujeres del mundo que se destaquen por su labor humanitaria. Había sido nominada junto a una médica mozambiqueña y a una rusa que atiende niños enfermos, y a la pregunta que le hicieran de cómo ella pudo lograr tantas cosas por los pobres, respondió: "No hago discursos con el Evangelio, simplemente lo practico. No tengo ni hago papeles. No soy una burócrata, sino una intérprete de Jesús". Y agregó:

"No recibo nada del Estado ni me interesa. Los alimentos y el dinero para movilizarme en auxilio de los pobres llegan solos, la gente me los acerca espontáneamente. Este premio es para toda la Argentina: tuvieron en cuenta que la labor de treinta y siete años fue posible sin burocracia".

Hollmann era católica, aunque no pertenecía a ninguna congregación o institución específica.  Creía que era guiada y dirigida por Dios, por lo cual frecuentemente hablaba y compartía su fe en Jesús con las personas que la rodeaban. En los últimos años, ha reconocido entre algunos mayores problemas sociales la inflación y la desigualdad de derechos humanos universales.

## Fallecimiento
Natty Hollmann falleció el 26 de julio de 2021 en Hospital Municipal de Bahía Blanca, luego de cursar un cuadro grave de COVID-19. Tenía ochenta y tres años. La red de asistencia solidaria que había creado quedaron en manos de la Iglesia católica, tal como ella había pedido.